# Michel Drucker
Michel Drucker (ur. 12 września 1942 w Vire) – francuski dziennikarz i prezenter telewizyjny.
Rozpoczął karierę w 1965 roku dziennikarskiej w ORTF jako reporter sportowy i komentator. Był prezenterem sportowym z najważniejszych meczów piłkarskich do 1986 roku, następnie gospodarz programów rozrywkowych. Znany z uprzejmego i stonowanego stosunku do gwiazd show-biznesu, poza granicami Francji najbardziej znany z incydentu pomiędzy Serge’em Gainsbourgiem i Whitney Houston, do jakiego doszło w programie Champs-Élysées, którego był prowadzącym.
Żonaty z francuską aktorką Dany Saval. Jest wujem aktorki Léa Drucker i Marie Drucker, dziennikarki telewizyjnej kanału France 2.
Znany z wylansowania wielu piosenkarzy z Quebecu w Europie. Obecnie gospodarz programu Vivement Dimanche, w każdą niedzielę po południu na France 2 i TV5 Monde. Umieszczony na liście najwybitniejszych Francuzów